# 夏狂言
夏狂言（なつきょうげん）は夏の歌舞伎興行の呼び名　夏芝居、盆芝居、土用芝居ともいう。

## 概略
江戸時代、芝居小屋の暑気を避けるために夏季の興行は行われず、役者ら劇場関係者は地方巡業や休暇（土用休み）をとるのが普通であった。そんな中、寛政年間から、若手俳優による低料金の興行が行われ定着していった。
普段は脇役に回る若手や下級の狂言作者にとっては、登竜門となる機会でもあり、1804(文化元)年七月、江戸河原崎座で上演した『天竺徳兵衛韓噺』のヒットで、作者の四代目鶴屋南北と主演の初代尾上松緑が一躍注目を浴びたのが好例である。
以降は『東海道四谷怪談』『鯉つかみ』『怪異談牡丹灯籠』などの怪談物や『夏祭浪花鑑』『八幡祭小望月賑』などの夏を季節とする世話狂言などが上演されたり、演出面でも涼味を出すために幽霊のケレンや本水の使用を行うなど観客のし好に合うように様々なサービスが編み出されて行った。